# Kikkli

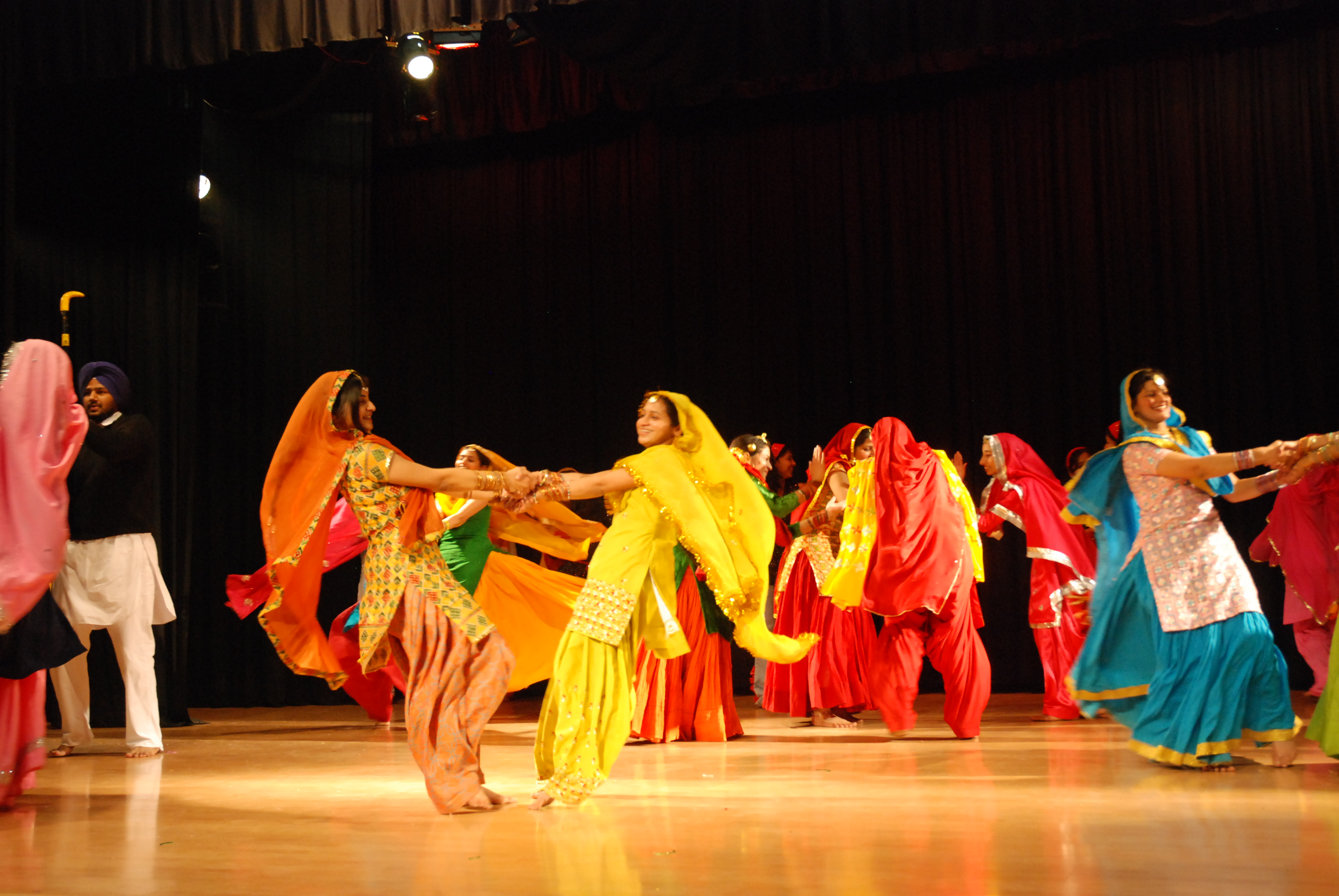
Danse kikkli.

Le Kikkli (en pendjabi : ਕਿੱਕਲੀ), aussi orthographié Kikli, est l'une des danses folkloriques des femmes du Pendjab exécutées par deux filles se tenant la main et se faisant tournoyer en cercle et équilibrant leurs positions en mouvements circulaires. Populaire chez les jeunes filles, il est exécuté par groupes de deux ,, sur de la musique et des applaudissements. 

## Style de danse
Le kikkli est sportif. Deux jeunes filles se tiennent face à face et se prennent les mains en croisant les bras, le corps incliné en arrière,,, dans cette position, leurs bras sont tendus au maximum et les mains s'emboîtent fermement. Puis elles tournent rapidement en continu, leurs dupattas flottant dans les airs et leurs bracelets de cheville émettant un tintement. Les autres femmes les encouragent à prendre de la vitesse en chantant et en applaudissant. Parfois, ce sont quatre jeunes filles qui dansent. Il existe plusieurs chants folkloriques pour accompagner le kikkli. 